# Ceroxylon vogelianum
Ceroxylon vogelianum är en enhjärtbladig växtart som först beskrevs av Franz Engel, och fick sitt nu gällande namn av Hermann Wendland. Ceroxylon vogelianum ingår i släktet Ceroxylon och familjen Arecaceae. Inga underarter finns listade i Catalogue of Life.